# Dufferin County
Dufferin County är ett county i Kanada.   Det ligger i provinsen Ontario, i den sydöstra delen av landet, 400 km väster om huvudstaden Ottawa.
Omgivningarna runt Dufferin County är en mosaik av jordbruksmark och naturlig växtlighet. Runt Dufferin County är det ganska glesbefolkat, med 29 invånare per kvadratkilometer.